# جيمس شانون
جيمس شانون (12 فبراير 1990 في المملكة المتحدة - ) (بالإنجليزية: James Shannon)‏ هو لاعب كريكت بريطاني. شارك مع منتخب أيرلندا للكريكت.

## وصلات خارجية
- جيمس شانون على موقع إي آس بي آن كريك إنفو (الإنجليزية)